# Полоцькі воєводи

Полоцький воєвода (пол. Wojewoda połocki) — місцевий урядник у Полоцькому воєводстві Великого князівства Литовського, намісник короля та великого князя. Згідно з привілеями Великого князівства воєвода полоцький (як і вітебський) призначався лише за згодою місцевої шляхти.
За Люблінською унією (1569 р.) він сидів у сенаті Речі Посполитої, де займав місце після воєводи люблінського та перед бельським воєводою. Полоцька воєводська уніформа була такою ж, як і смоленська — малиновий («багряний», кармазиновий) кунтуш та темно-синій («гранатовий») жупан з лацканами.
- Монгерд (1396)
- князь Іван Семенович (1409)
- Ян Неміра (1412—1413)
- Ходка Юрієвич (1422)
- Андрій Сакович (1450—1455)
- Олехно Судимонтович (1466)
- Богдан Сакович (1480—1484)
- Ян Заберезинський (10 жовтня 1484 р.)
- Юрій Пац (липень 1496—1501)
- Станіслав Глібович (1502–1503, 1504–1513)
- Станіслав Остик (до 1519 р.)
- Гаштольд Альбрехт Мартинович (1513—1519)
- Петро Кишка (1519-1532)
- Іван Юрійович Глібович (1532)
- Станіслав Довойна (1542)
- Ян Красинський
- Микола Дорогостайський (1576–1597)
- Андрій Сапега (1597-1613)
- Михайло Друцький-Соколинський (1613-1621)
- Януш Кишка (1621-1654)
- Олександр Людовик Радзивілл (1654)
- Ян Кароль Копець (1658)
- Казимир Ян Сапега (1670–1681)
- Ян Огінський (1682-1684)
- Домінік Михайло Слушка (1684–1713)
- Станіслав Ернест Денгоф (1722–1728)
- Олександр Михаїл Сапега (1754–1775)
- Юзеф Сильвестр Сосновський (1781–1783)
- Тадеуш Жаба (1749–1799)